# علي المالكي
الشيخ الدكتور علي المالكي (1966) داعية إسلامي سعودي وهو شقيق الفنان الكوميدي فايز المالكي من مواليد 1966.

## تعليمه
حصل علي المالكي على البكالوريوس والماجستير من جامعة الملك سعود.

## عمله
عمل الدكتور علي المالكي في وزارة التربية والتعليم (وزارة التعليم حاليا) وهو مسؤول ملف الدماء بالديوان الملكي تحت إدارة صاحب السمو الملكي الأمير تركي بن عبد الله بن عبد العزيز. 
له برامج إعلامية عديدة أشهرها على قناة الإم بي سي 1 وعلى قناة اقرأ وعلى قنوات عدة.
له في عالم التجارة في العقار والمقاولات العامة والمحاماة.

## عضوياته
يحمل عضوية لمستشفى الامل للمخدرات وعضو مناصحة ومكافحة الإرهاب وعضو سجون المملكة وعضو في رابطة العالم الإسلامي وعضو مكتب الدعوة والجاليات بالرياض وعضو جمعية إصلاح ذات البين تحت اشراف الملك سلمان بن عبد العزيز.